# Jean-François Tarnowski
Pour les articles homonymes, voir Tarno et Tarnowski.
Jean-François Tarnowski est un théoricien et critique de cinéma français, également scénariste, né le 25 mai 1948 à Paris où il est mort le 16 mars 2005.

## Biographie
Après des études universitaires à la Sorbonne et à Vincennes, il obtient sa maîtrise d'enseignement en philosophie en 1971. La même année, il publie son premier article intitulé De la spécificité du cinéma, dans la revue Les Temps modernes.
Jusqu'en 2001, il collabore à plusieurs magazines et revues, dont Positif, L'Écran fantastique, Starfix, 20 Ans, La Revue du cinéma, Psychanalyse à l'Université et Simulacres. Dans le même temps, il enseigne la mise en scène à l'université, à l'École supérieure de réalisation audiovisuelle (Esra), puis à l'École internationale de création audiovisuelle et de réalisation (Eicar).
En 1987, il soutient sa thèse de doctorat de troisième cycle, intitulée Essais d'esthétique et de philosophie du cinéma - Pour une théorie générale de l'art cinématographique. Il a également coécrit avec Florent Emilio Siri le scénario du film Nid de guêpes (2002).
Ses amis et ses élèves le surnommaient « Tarno ».

## Ses théories

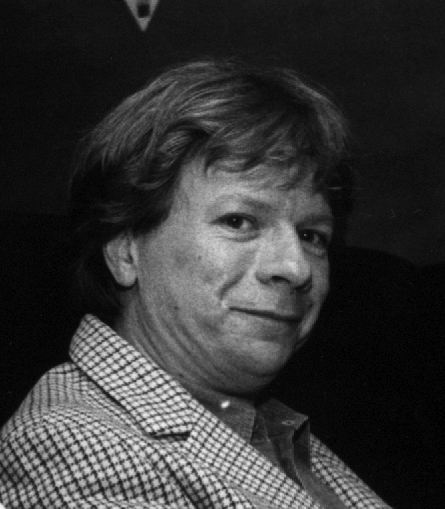
Jean-François Tarnowski à la fin des années 1980

Tarnowski a bâti une théorie générale du septième art, fondée sur la pratique même des grands réalisateurs et l'analyse de leurs films. Sa théorie s'appuyait sur une analyse rigoureuse et précise du découpage, qui lui permettait d'articuler les intentions du réalisateur avec l'émotion générée chez le spectateur. Ce qui lui permettait de déclarer « La théorie que je pratique, c'est la pratique même de l'art du cinéma ». Maîtrisant la technique cinématographique, il a été le premier dans les années 1970 à élaborer des analyses plan par plan en utilisant des photogrammes. Ses analyses de l'introduction de Citizen Kane dans La Revue du Cinéma, de Frenzy ou de L'Éclipse dans Positif ou de Duel et de Police fédérale Los Angeles (To Live and Die in LA) de William Friedkin, dans Starfix, ont marqué une génération de cinéphiles et de futurs cinéastes. William Friedkin dans la préface de l'anthologie consacrée au magazine Starfix, publiée en 2016, fait référence à l'analyse plan par plan de la poursuite de voitures de Police fédérale Los Angeles, et la qualifie de « définitive ». 
Il appliquait volontiers au cinéma de la grille de lecture de la psychanalyse, en articulant la résonance de certains films (Alien, E.T., Jurassic Park) avec des théories psychanalytiques.  Il a beaucoup travaillé sur la mélancolie et ce qu'il appelait « le secret mélancolique » (chez  Hitchcock, Truffaut et Spielberg notamment, série de réalisateurs dans laquelle il voyait une filiation).